# Pere Lloret Ordeix
Pere Lloret i Ordeix (Tarragona, 21 de març de 1877 – Barcelona, 1967) fou un polític i advocat català que ocupà el càrrec d'alcalde de Tarragona durant la Segona República Espanyola.

## Biografia
Era fill de Gaspar Lloret i Linares (1840-1911), patró de vaixell natural de La Vila Joiosa i d'Andrea Ordeix i Ribé (1850-1933) natural de Barcelona. Va estudiar dret a Barcelona. L'any 1905 es va casar amb Josefa Rossinyol i Morató natural de Tarragona. A Tarragona a partir de 1909 va exercir d'advocat i corredor de comerç. Aviat va destacar per l'activisme catalanista que hi desplegava. Va ser una figura clau en l'expansió i desenvolupament del moviment a la ciutat: membre destacat de Les Quatre Barres i de l'Associació Catalanista de Tarragona. Durant set anys va ser director de Lo Camp de Tarragona, l'òrgan d'expressió de l'Associació i director també de Catalunya Nova i de Renovació, hereus d'aquell primer. Va ser diputat provincial per Falset-Gandesa l'any 1913. Com a director de la Caixa de Crèdit Comunal va participar en la Mancomunitat de Catalunya des de la creació de la nova institució. Va ocupar el càrrec de president de la Diputació de Tarragona en el període comprès entre els anys 1917 i 1919. I entre 1921 i 1923 va ser membre del Consell Permanent de la Mancomunitat.
Va exercir de president de la Cambra de Comerç entre 1913 i 1921, en dos mandats. Alguns conflictes laborals van tenir-lo a ell com a mitjancer. També va estar compromès amb diverses associacions patronals, tant com a soci actiu com en les funcions d'assessor. Amb els germans Bonet Amigó i amb Macià Mallol va participar en les iniciatives del trust Tarragona Port, sindicat, en la terminologia de l'època, que havia intentat establir noves bases per a l'economia de la ciutat. Moltes associacions culturals i cíviques van comptar amb la seva col·laboració i ajut.
La seva vida política es va anar concretant successivament en la Unió Democràtica Nacionalista, Unió Nacionalista Republicana, Acció Catalana i finalment Acció Catalana Republicana. Se situava en el centreesquerra, era fermament demòcrata, preocupat per la justícia social i entenia el catalanisme en el marc d'una Espanya federal. Va ser una persona amb un gran bagatge, culta, honesta, conciliadora i molt respectada en la majoria d'ambients de la ciutat. Quan va arribar la República era uns dels majors contribuents de la província.
Des d'abril del 1931 fins a octubre del 1934 i entre febrer i maig del 1936 va ser alcalde de Tarragona. En les eleccions al Parlament de Catalunya de 1932 fou elegit diputat al Parlament de Catalunya com a representant únic d'Acció Catalana Republicana. Va estar empresonat arran dels fets d'octubre de 1934. Com a president del Patronat del monestir de Santes Creus entre 1931 i 1936 i com a comissari en els anys de la Guerra Civil va impulsar-ne la conservació, restauració i defensa. En el 1921 havia participat en les actuacions per tal d'aconseguir la declaració monumental del monestir. També fou director general d'administració local de la Generalitat de l'abril del 1936 al maig del 1937.
A finals de gener de l'any 1939 es va exiliar a Montpeller. Va viure a la Residència d'Intel·lectuals Catalans, institució mantinguda pel govern de la Generalitat a l'exili. El desembre de 1939 el Tribunal de Responsabilitats Polítiques de Tarragona no va considerar-lo autor material d'activitats delictives, però sí responsable moral del que havia passat. Una sentència de l'any 1941 el condemnava a la pèrdua de tots els seus béns, a la inhabilitació absoluta perpètua i al desterrament perpetu de territori espanyol. El 1946 va aconseguir un indult parcial i el 1949 el sobreseïment de la causa, quan tenia 72 anys. Va morir a Barcelona l'any 1967.